# Орландо Крус
Орландо Крус (ісп. Orlando Cruz; 7 січня 1981, Ябукоа, Пуерто-Рико) — пуерториканський боксер-професіонал, що виступав в напівлегкій вазі.

## Особисте життя
4 жовтня 2012 року Круз здійснив камінг-аут як гей в інтерв'ю Джессі Лосада з Telemundo. Дослідники, які вивчали його інтерв'ю, описують, як на процес розкриття Круза вплинули такі фактори, як гомофобія та токсична маскулінність, коли він показував свою маскулінність і сексуальність у ЗМІ. Таким чином, він став першим боксером, який визнав себе геєм, ще будучи активним професійно, заявивши, що «Я був і завжди буду пишатися тим що я є пуерториканцем. Я завжди був і завжди буду пишатися тим що є геєм». Він виграв свій перший бій після камінг-ауту 20 жовтня 2012 року. 2 серпня 2013 року він був одним із перших членів Національної зали спортивної слави геїв і лесбійок.

## Аматорська кар'єра
На Олімпійських іграх 2000 програв в першому бою Хішему Бліда (Алжир).

## Професіональна кар'єра
Професійний дебют Орландо стався 15 грудня 2000 в бою з Альфредо Вальдесом в Пуерто-Рико. Крус не мав жодної поразки в 17 боях аж до 2009, коли зазнав поразки технічним нокаутом від Корнеліуса Лока.
У 2010 році програв нокаутом у третьому раунді мексиканцю Даніелю Понсе де Леону.
4 жовтня 2012 року Крус офіційно оголосив про свою гомосексуальність. 31-річний спортсмен став першим в історії боксу відкритим гомосексуалом. «Я завжди був і завжди буду гордим пуерторіканцем і гордим геєм», — заявив О. Крус в інтерв'ю Associated Press. "Я дозрів фізично і психічно для такого важливого кроку в моєму житті і моїй професії. Я врахував той факт, що в цьому будуть свої плюси і мінуси, переваги і недоліки, особливо в такому спорті для мачо, як бокс "" — пояснив спортсмен. Крус додав, що перед камінг-аутом консультувався з психологами. За його словами, рідні, а також тренер і менеджер підтримують рішення боксера.

### Бій за WBO проти Террі Фленагана в легкій вазі
Крус, який є відкритим геєм, перед боєм 26 листопада 2016 року за титул чемпіона WBO у легкій вазі проти Террі Фленагана неодноразово заявляв, що стане першим в історії чемпіоном-геєм і що йому в цьому допоможе моральна підтримка всіх меншин, але як показали дії на рингу, слів виявилося замало.
Поєдинок проходив за повної переваги Террі. Чемпіон завдавав масу ударів, Орладно не відповідав, і питання стояло лише в тому, чи зможе Орландо достояти до кінця бою.
Розв'язка сталася у восьмому раунді, коли Террі Фланаган двічі відправив Круса на настил рингу, і після другого разу рефері зупинив бій, зафіксувавши перемогу британця технічним нокаутом.